# ロックフェラー・リパブリカン
ロックフェラー・リパブリカン（Rockefeller Republican）は、アメリカの政治において共和党の穏健派について言及するときに使われる用語。
第41代副大統領ネルソン・ロックフェラーの名に由来し、ロックフェラーのように共和党の中でも比較的リベラルな党員をさす。
モデレイト・リパブリカン（Moderate Republican）または共和党穏健派（きょうわとうおんけんは）、リベラル・リパブリカン（Liberal Republican）または共和党リベラル派（きょうわとうリベラルは）とも呼ばれる。

## 定義
「ロックフェラー・リパブリカン」の定義については様々なものがあるが、一般的には次の二つが代表的な定義として挙げられる。
- 国内政策については穏健、若しくはリベラルである一方で、外交（外交政策）・安全保障政策では保守的、つまり国益やバランス・オブ・パワーを重視し、バランス・オブ・パワーを破壊しようとする勢力に対する攻撃も辞さないとする立場をとる。
- 国内政策のうち、主に社会政策について穏健、若しくはリベラルである一方で、経済政策および外交・安全保障政策の双方に関しては保守的な立場をとる。

この語の由来となったロックフェラー自身は、「人間に関する問題では私はリベラルだ。一方、経済と財政政策に関する問題では保守主義者だ」と述べている。また現在では、元連邦上院議員で前ロードアイランド州知事のリンカーン・チェイフィーのように社会政策、外交・安全保障政策の分野でリベラルで、経済政策については親ビジネスの保守派という人々も「ロックフェラー・リパブリカン」と呼ばれる。

## 地盤・党内勢力
「ロックフェラー・リパブリカン」と総称されるこれら穏健派は、地域的には北東部を地盤とし、特にニューイングランド地方で支配的であった。このため共和党は1980年代までニューイングランドで強く、例えば1988年大統領選挙において、共和党指名候補ジョージ・H・W・ブッシュ（後にこの選挙で当選し、第41代大統領に就任）はニューイングランド6州のうち4州（メイン、バーモント、ニューハンプシャー、コネチカット）で勝利している。
またこれら穏健派は、いわゆる「東部エスタブリッシュメント」と呼ばれ、東部の金融界・ビジネス界と密接に結びつき、1960年代まで共和党を支配していた。しかし、西部、やがて南部の保守派が台頭し、次第に勢力を失った。現在、共和党は社会政策において保守的な様相を強め、宗教右派などの社会政策面での保守主義者が台頭しつつある。こうした中で、これら宗教左派の人々の中には共和党を離れるものも存在する。2001年に上院議員ジェイムズ・ジェフォーズが離党したのは、その一例である。
「ロックフェラー・リパブリカン」という言葉は、彼らを批判する共和党内の急進派から否定的に使われることが多い。また彼らは穏健派を「Republican In Name Only（RINO）名ばかりの共和党員（なばかりのきょうわとういん）」と呼ぶこともある。さらにロックフェラーが死去した現在、このような呼び方はいささか時代遅れになった。こうした経緯から穏健派に属する人々は、「モデレイト・リパブリカン」と自称する。
例えばジョージ・W・ブッシュ政権下においては、彼ら「モデレイト・リパブリカン」の多数はブッシュ政権の減税を支持し、その外交政策にも部分的には批判するが概ね支持を表明した。一方で、彼らは合法的な人工妊娠中絶を容認、幹細胞研究を支持する立場に立ち、同性愛者といった性的少数者・LGBTの権利を擁護するなど、社会政策で政権や共和党の指導部と食い違った。
共和党は結党以来、様々な異なる政策を支持する党員により基盤が構築されてきた。特に、20世紀の初頭には党内の左右対立が激化した。当時進歩主義者（Progressive Republican）と呼ばれた党内の勢力は、主に中西部の農村部出身の政治家が多く、大都市圏が集中する北東部の親ビジネス的な保守派の政治家（上院議員ヘンリー・カボット・ロッジや上院議員ネルソン・アルドリッチが代表的）に対抗した。従って彼らを「ロックフェラー・リパブリカン」や今日的な意味での穏健派と分類できないが、以下の一覧には、彼らも含まれている。

## 共和党穏健・リベラル派、「ロックフェラー・リパブリカン」と看做される人物の一覧
- エドワード・ブルック - 元上院議員（マサチューセッツ州選出）
- ジョン・チェイフィー - 元海軍長官、元ロードアイランド州知事、元上院議員（ロードアイランド州選出）
- ウィリアム・S・コーエン - 元国防長官、前上院議員（メイン州選出）
- スーザン・コリンズ - 上院議員（メイン州選出）
- バーバー・コナブル - 元世界銀行総裁、元下院議員（ニューヨーク州第37区・第35区・第30区選出）
- トマス・E・デューイ - 元ニューヨーク州知事、共和党大統領候補（1944年・1948年）
- ルドルフ・ジュリアーニ - 元ニューヨーク市長、共和党大統領選候補（2008年）
- マーク・ハットフィールド - 元上院議員（オレゴン州選出）
- ジョン・ハインツ - 元上院議員（ペンシルベニア州選出）
- アモリー・ホートン - 元下院議員（ニューヨーク州第34区・第31区・第29区選出）
- ジェイコブ・K・ジャヴィッツ - 元上院議員（ニューヨーク州選出）
- ハイラム・ジョンソン - 元カリフォルニア州知事、元上院議員（カリフォルニア州選出）
- ケネス・キーティング - 元上院議員（ニューヨーク州選出）
- フィオレロ・ラガーディア - 元ニューヨーク市長
- エイブラハム・リンカーン - 第16代アメリカ合衆国大統領
- ヘンリー・カボット・ロッジJr. - 元上院議員（マサチューセッツ州選出）
- チャールズ・M・マシアス - 元上院議員（メリーランド州選出）
- トマス・L・マッコール - 元オレゴン州知事
- ロバート・W・パックウッド - 前上院議員（オレゴン州選出）
- ジョージ・パタキ - 元ニューヨーク州知事、共和党大統領選候補（2016年）
- チャールズ・パーシー - 元上院議員（イリノイ州選出）
- コリン・パウエル - 元国務長官
- ジョージ・ロムニー - 元住宅都市開発長官、元ミシガン州知事
- ミット・ロムニー - 元マサチューセッツ州知事、共和党大統領選候補（2008年）、共和党大統領候補（2012年）
- ネルソン・A・ロックフェラー - 第41代アメリカ合衆国副大統領、元ニューヨーク州知事、共和党大統領選候補（1960年・1964年・1968年）
- ウィンスロップ・ロックフェラー - 元アーカンソー州知事
- セオドア・ルーズベルト - 第26代アメリカ合衆国大統領
- アーノルド・シュワルツェネッガー - 元カリフォルニア州知事
- クリストファー・H・シェイズ - 前下院議員（コネチカット州第4区選出）
- ウィリアム・W・スクラントン - 元ペンシルベニア州知事
- マーガレット・チェイス・スミス - 元上院議員（メイン州選出）
- オリンピア・スノー - 上院議員（メイン州選出）
- ハロルド・スタッセン - 元ミネソタ州知事
- ジェイムズ・R・トンプソン - 元イリノイ州知事
- アール・ウォレン - 元合衆国最高裁判所長官、元カリフォルニア州知事
- ローウェル・P・ワイカー - 元コネチカット州知事、元上院議員（コネチカット州選出）
- ウィリアム・ウェルド - 元マサチューセッツ州知事
- クリスティーン・トッド・ウィットマン - 元環境保護庁長官、元ニュージャージー州知事
- ウェンデル・ウィルキー - 共和党大統領選候補（1940年）
- マルコム･ウィルソン（政治家）（英語: Malcolm Wilson (politician)） - 元ニューヨーク州知事

## 共和党を離党して活動した人物の一覧
- ジョン・B・アンダーソン - 元下院議員（イリノイ州第16区選出） ※1980年の大統領選挙に独立候補として出馬。
- マイケル・ブルームバーグ - 元ニューヨーク市長 ※2007年離党。無所属。2018年に民主党復帰。
- リンカーン・チェイフィー - 前ロードアイランド州知事、元上院議員（ロードアイランド州選出） ※2007年離党。無所属を経て、2013年に民主党入党。民主党大統領選候補（2016年）。
- ジェイムズ・M・ジェフォーズ - 前上院議員（バーモント州選出） ※2001年離党。無所属。
- ロバート・M・ラフォレット・シニア - 元上院議員（ウィスコンシン州選出）、元ウィスコンシン州知事 ※1924年に進歩党結成。進歩党大統領候補（1924年）。
- ロバート・M・ラフォレットJr. - 元上院議員（ウィスコンシン州選出） ※離党後、1934年にウィスコンシン進歩党入党。1947年に共和党復党。
- ジョン・V・リンゼイ - 元ニューヨーク市長、元下院議員（ニューヨーク州第17区選出） ※1971年離党。民主党入党。
- ウェイン・L・モース - 元上院議員（オレゴン州選出） ※1953年離党。1955年に民主党入党。
- アーレン・スペクター - 元上院議員（ペンシルベニア州選出） ※2009年離党。民主党入党。